# Intel Architecture
Intel Architecture — система архитектур процессора, разрабатываемых компанией Intel. Данные архитектуры были совместимы только со своим набором инструкций и одна из них использовалась в процессорах других компаний. В настоящее время подразделяется на две архитектуры: IA-32 и IA-64.

## Разновидности

### IA-32
IA-32 (Intel Architecture, 32-bit) — микропроцессорная архитектура, третье поколение архитектуры x86, ознаменовавшееся переходом на 32-разрядные вычисления. Первый представитель архитектуры — микропроцессор Intel 80386, выпущенный 17 октября 1985 года. Также архитектуру часто называют i386 (по названию первого выпущенного на ней процессора) и x86-32 (по применяемому набору команд). Эти метонимы получили широкое распространение, в том числе в справочной литературе и документации.
Архитектура IA-32, созданная корпорацией Intel в 1985 году, на двадцать лет стала доминирующей среди микропроцессоров для персональных компьютеров. В дальнейшем была вытеснена 64-разрядной архитектурой x86-64. 
Процессоры с архитектурой IA-32 также производились AMD, Cyrix, Via, Transmeta, SiS, UMC и многими другими. После 2010 года процессоры архитектуры IA-32 всё ещё разрабатываются и производятся, например Intel Atom (N2xx и Z3xx серий), AMD Geode и VIA C7, которые позиционируются как процессоры для мобильных и встраиваемых систем.

### IA-64
не путать с x86-64
IA-64 (Intel Architecture-64) — 64-битная платформа: микропроцессорная архитектура и соответствующая архитектура набора команд, разработанная совместно компаниями Intel и Hewlett Packard. Реализована в микропроцессорах Itanium и Itanium 2. 
Основана на VLIW или, в терминах Intel, EPIC (сокр. от англ. Explicity Parallel Instruction Computing, вычисления с явной параллельностью инструкций). Несовместима с архитектурой x86. Изначально предлагалась и в качестве платформы для домашних компьютеров, но после выпуска фирмой AMD 64-битной архитектуры AMD64, сохранившей совместимость с x86, актуальность использования платформы IA-64 где-либо, кроме серверов, пропала, несмотря на то, что в конце 2001 года для IA-64 была выпущена специальная версия Windows XP 64-bit for IA-64. Также на архитектуру IA-64 портирована операционная система OpenVMS, принадлежащая HP.